# Musée de l'Image de Umeå
Le musée de l'Image de Umeå, appelé localement Bildmuseet, est un musée d'art contemporain situé à Umeå.

## Histoire
Le musée a été fondé en 1981 par l'université d'Umeå et présente des œuvres d'art contemporain, d'art visuel, design et architecture. Il y est également organisé des conférences, des projections, des concerts, des spectacles et des ateliers.

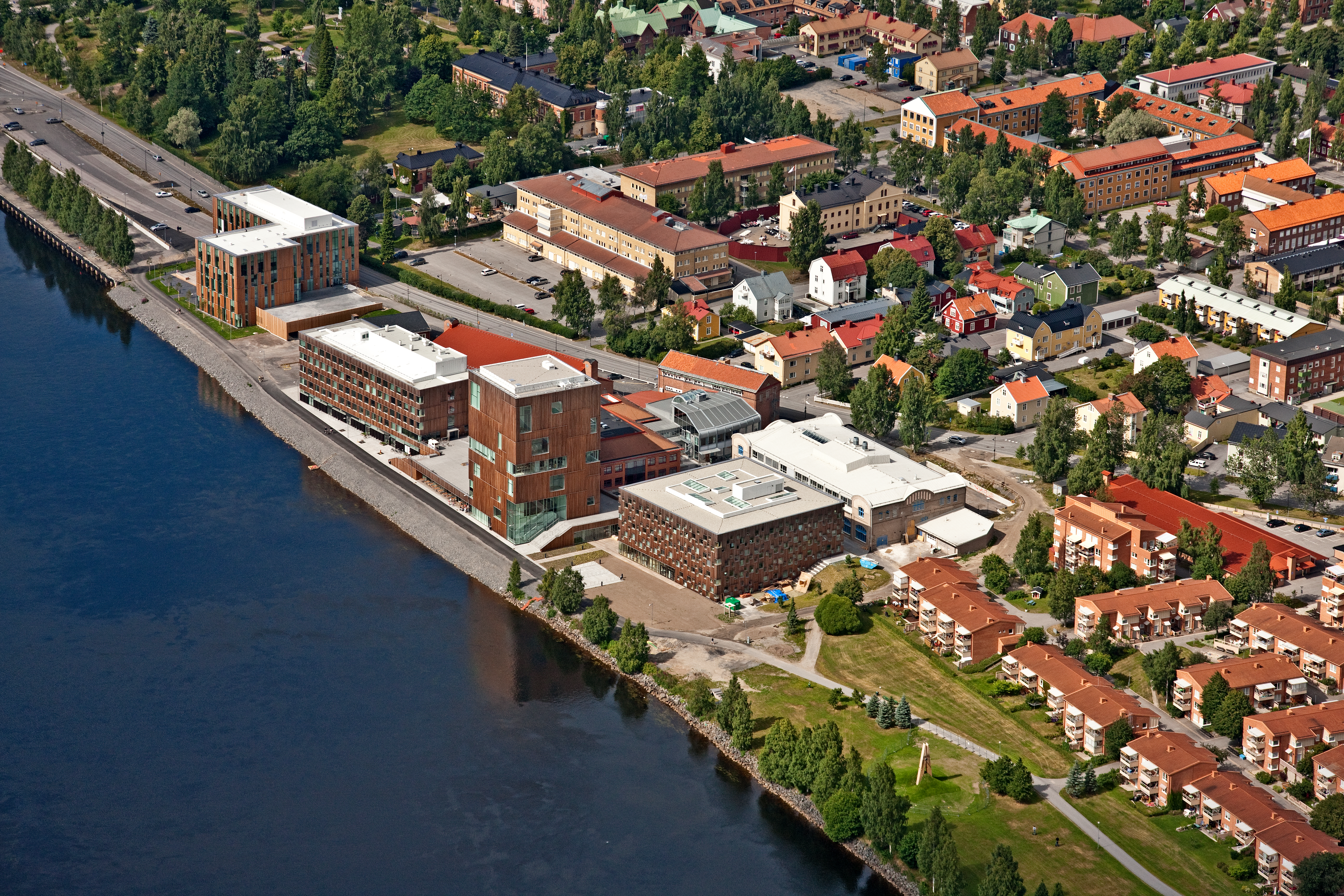
Le musée au sein du campus

Au printemps 2012, le musée a déménagé dans de nouveaux locaux sur le Campus des Beaux-Arts d'Umeå, comprenant des établissements d'enseignement artistique, design et sur l'architecture.
Le nouveau musée est désormais hébergé dans un bâtiment de sept étages (conçu par le cabinet d'architectes Henning Larsen Architects),,, et a ouvert au public le 19 mai 2012.
Le bâtiment s'ouvre vers l'extérieur avec de fenêtres disposées de façon aléatoire, et est recouvert de mélèze.

## Photographies du bâtiment

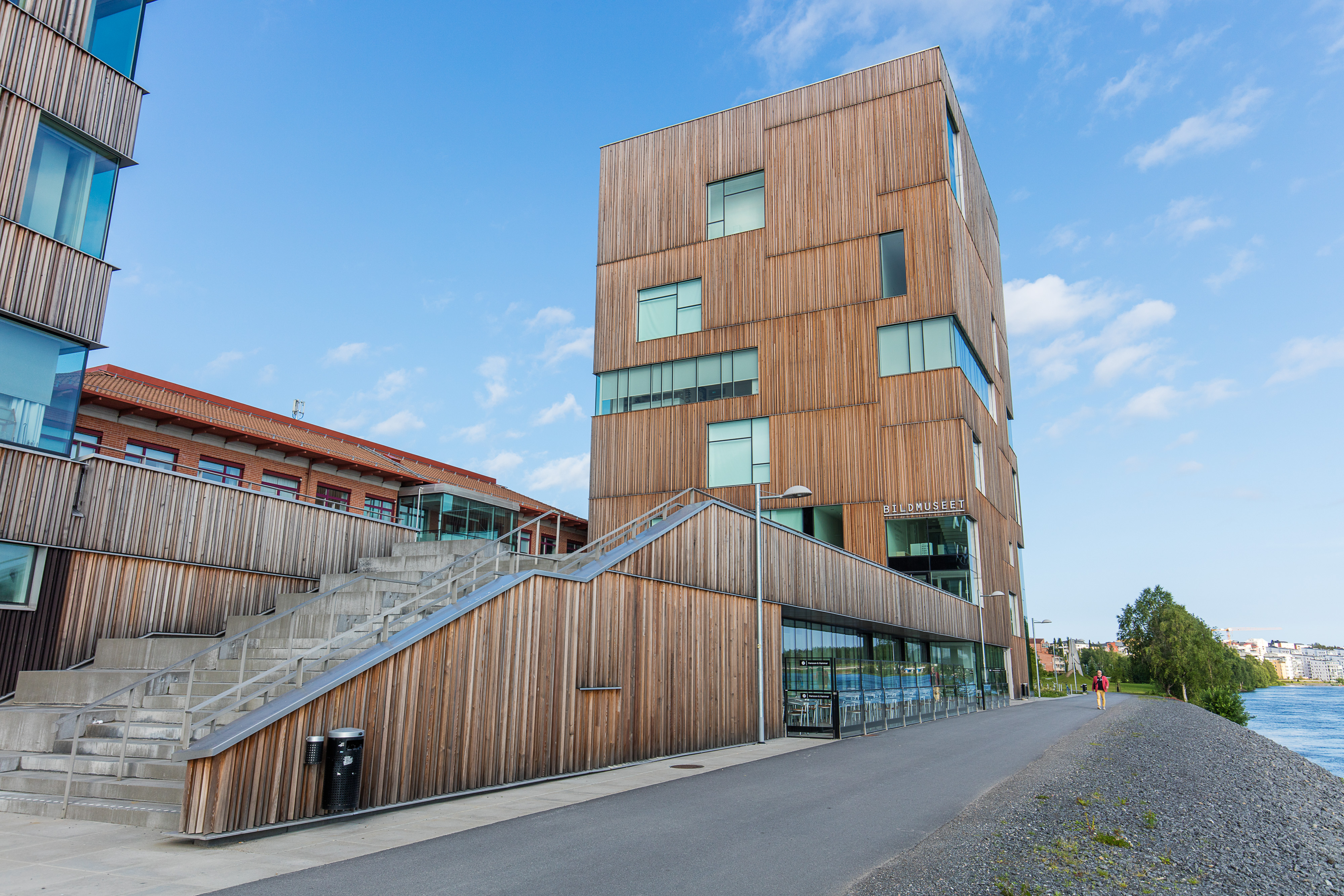
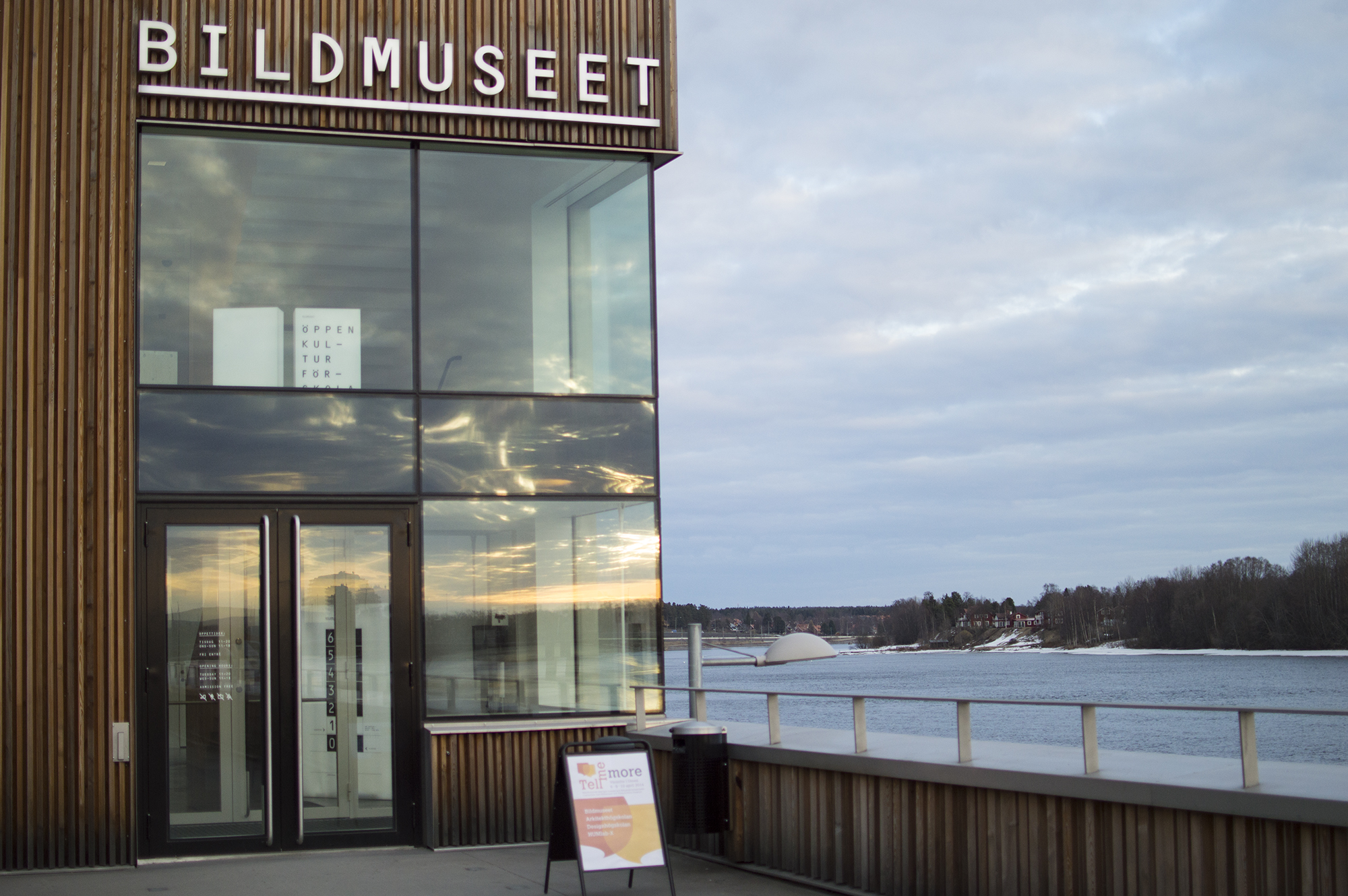
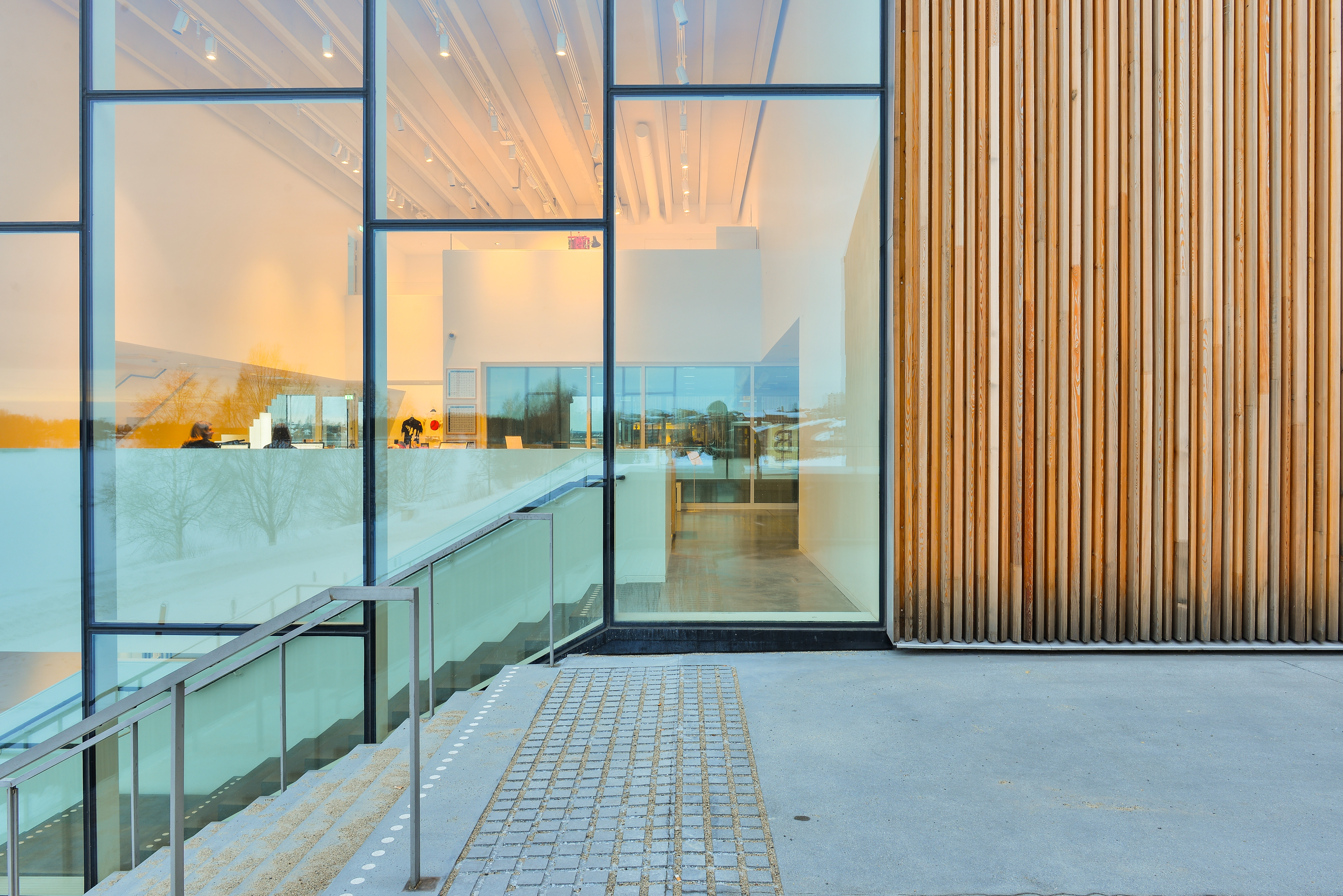